# Gisela Fischdick
Gisela Fischdick est une joueuse d'échecs allemande née le 5 novembre 1955 à Mülheim. Elle a les titres de maître international féminin depuis 1980 et de grand maître international féminin depuis 2005.

## Biographie et carrière
Maître international féminin depuis 1980, Gisela Fischdick a remporté le championnat d'Allemagne junior féminin en 1974.
À la fin des années 1970, le cycle des candidates au championnat du monde d'échecs féminin, comprenait plusieurs étapes. Gisela Fischdick finit troisième du tournoi zonal féminin d'Europe de l'Ouest disputé à Tel-Aviv en 1978, ce qui la qualifiait pour le tournoi interzonal disputé l'année suivante. En 1979, elle marqua 10,5 points sur 16 en 1979 au tournoi interzonalf féminin à Rio de Janeiro et finit à la quatrième place (après un match de barrage et grâce à un meilleur départage que Elisabeta Polihroniade) sur 17 joueuses. Comme Alla Kouchnir, s'était retirée du tournoi des candidates de 1980, un match de barrage fut organisé en mars 1980 pour déterminer sa remplaçante pour le quart de finale des candidates. Le match fut disputé à Baden-Baden et opposait Gisela Fischdick avec Marta Litinska qui avait terminé quatrième de l'autre tournoi interzonal disputé à Alicante Lors du départage, Gisela Fischdick fut battue par Marta Litinska 3,5 à 4,5.
En 1982, elle participa au tournoi interzonal à Tbilissi où elle marqua 7 points en 14 parties et finit neuvième parmi le quinze participantes.
Elle a représenté l'Allemagne à huit olympiades d'échecs féminines disputées entre 1978 et 1994 jouant trois fois au premier échiquier de l'Allemagne (en 1980, 1990 et 1992). Lors de l'Olympiade d'échecs de 1978, elle marqua 9,5 points en 13 parties au deuxième échiquier et remporta la médaille de bronze par équipe.
Elle participa une fois, en 1992 au Championnat d'Europe d'échecs par équipe, marquant 3 points sur 7 au premier échiquier de l'équipe d'Allemagne.